# Almonte
Almonte ist eine spanische Gemeinde in der Provinz Huelva, in der Autonomen Region Andalusien.
Als größtes Gemeindegebiet der Provinz Huelva verfügt Almonte über eine Fläche von 861 km² und eine Bevölkerungsdichte von 29 Einw./km². Der Ort liegt 75 m über dem Meeresspiegel und 51 km von der Provinzhauptstadt Huelva entfernt. Zuletzt 2024 hatte die Gemeinde 24.863 Einwohner, von denen der größte Teil (19.738) im Stadtgebiet von Almonte lebt.
Zur Gemeinde gehören das Dorf El Rocío, der Strand von Matalascañas und ein großer Teil des Nationalpark Coto de Doñana.

## Allgemeines
Zwei der sechs von der andalusischen Regionalregierung in Huelva geschützten Naturdenkmäler befinden sich ebenfalls in Almonte. Heute sticht die Gemeinde im Tourismussektor international hervor, vor allem dank ihrer geschützten Naturlandschaften, ihrer über 50 Kilometer langen Strände, die sie zur längsten Küste Spaniens machen, und ihrer Ökologische Landwirtschaft Lebensmittelindustrie, die zu den größten in Europa zählt.
Almonte ist Gründungsmitglied und Hauptsitz von Amuparna, war die erste Gemeinde in Spanien, die die Charta für Nachhaltigkeit unterzeichnet hat, ist die einzige Gemeinde im Land mit einer Startrampe für Raumfahrzeuge und die einzige in Andalusien mit einer Amtssitz.

### Demografie der Gemeinde
Quelle: INE-Archiv – grafische Aufarbeitung für Wikipedia
Das Ende der Territorialkonflikte mit Niebla im Jahr 1335 prägte die heutige Größe der Gemeinde. Bereits im Jahr 1534 war Almonte die größte Gemeinde des ehemaligen Königreichs Sevilla und die bevölkerungsreichste Stadt der Grafschaft Niebla mit mehr als 2.000 Einwohnern; Mitte des 18. Jahrhunderts waren es bereits 3.000.
Die Bevölkerung von Almonte wächst seit den 1960er Jahren stetig, insbesondere seit den 2000er Jahren. Dies ist teilweise auf den großen Zustrom von Einwanderern aus 59 verschiedenen Nationalitäten zurückzuführen, die heute fast 20 % der Stadtbevölkerung ausmachen. Zwischen November und Juni, der Haupterntezeit für Erdbeeren, verdoppelt sich die Bevölkerung von Almonte und erreicht bis zu 50.000 Menschen.

## Geschichte
Almonte hat wie andere Städte, die kurz vor der Reconquista gegründet wurden, eine reiche Geschichte und war in unterschiedlichem Ausmaß an sicherlich bedeutenden historischen Ereignissen beteiligt, von der Europäischen Kolonisierung Amerikas bis zum Spanisch-Amerikanischen Krieg, einschließlich der Napoleonischen Kriege.
Obwohl das Stadtzentrum offiziell im 8. Jahrhundert gegründet wurde, lebten auf dem Gebiet von Almonte seit prähistorischen Zeiten mehrere Bevölkerungsgruppen mit verschiedenen Siedlungen, die mehr oder weniger mit der heutigen Bevölkerung übereinstimmen. Der derzeitige Schutzstatus eines Teils der Gemeinde als Nationalpark Doñana erschwert die Durchführung archäologischer Untersuchungen, die eine eingehende Untersuchung der prähistorischen und antiken Zeiträume ermöglichen, zusätzlich.

### Vorgeschichte

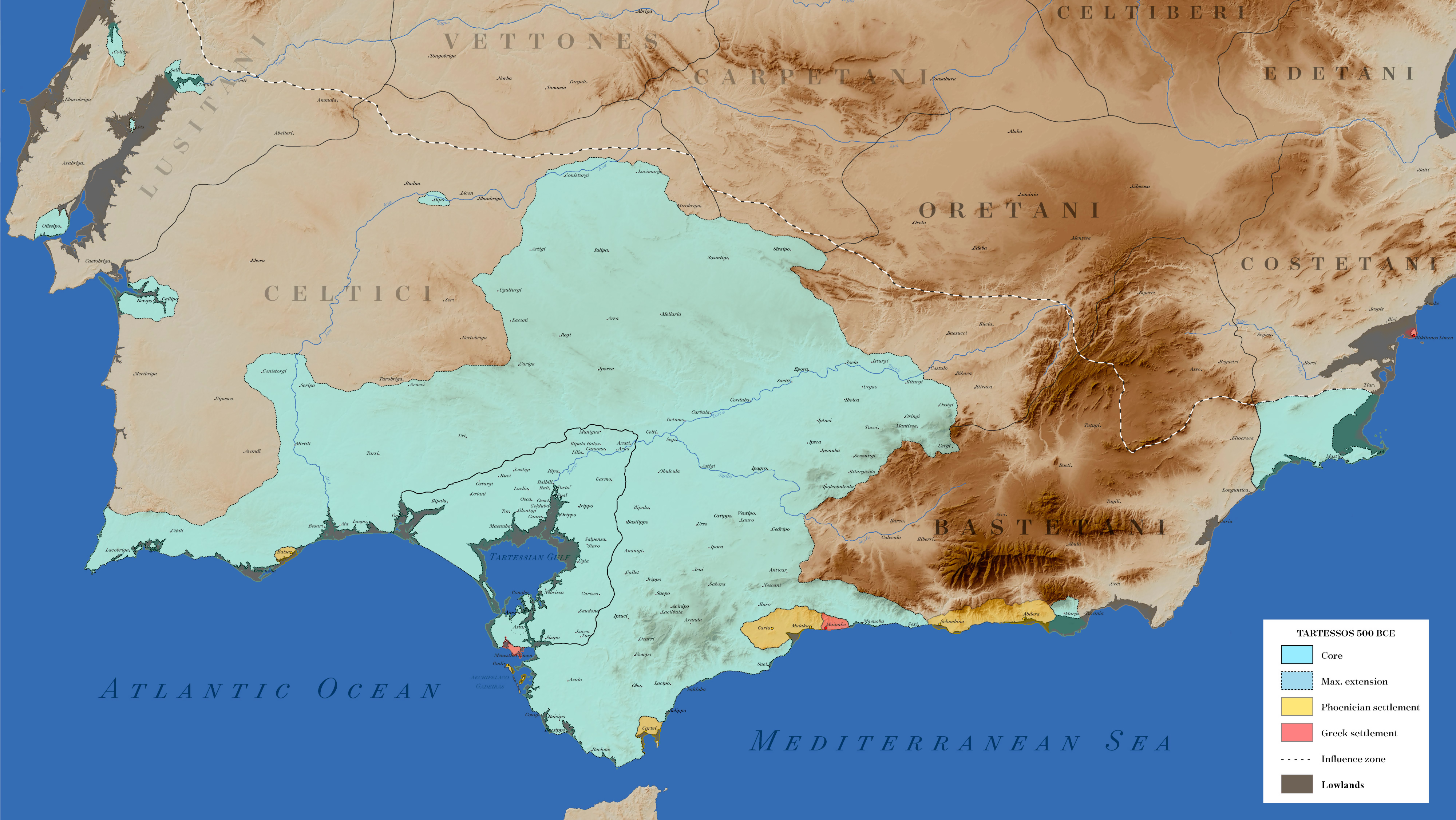
Die Region Tartessia existierte seit der Kupferzeit mit dem Fluss Tartessos (später Baetis)

Im Gebiet von Almonte gibt es Überreste aus der Bronzezeit, die belegen, dass die dortige Bevölkerung viel weiter zurückreicht als bis zur Gründung der heutigen Gemeinde. In der Nähe des Bachs San Bartolomé im Norden der Gemeinde wurden Reste tartessischer Metalle gefunden. Diese gehören zur tartessischen Siedlung San Bartolomé de Almonte, die sich über 40 Hektar erstreckt und 95 Meter über dem Meeresspiegel liegt. Sie war auf die Gewinnung von Silber durch Kupellation und den anschließenden Handel mit Silber in Richtung Guadalquivir ausgerichtet, als alternative Route zur Route in die Hauptstadt über den Río Tinto. Man geht davon aus, dass diese tartessische Siedlung aufgrund von Metallfunden aus der Zeit um 3.000 v. Chr. zwei Blütezeiten erlebte, eine davon während der Kupferzeit. und die andere in der späten Bronzezeit, vom 9. bis zum 6. Jahrhundert v. Chr. Die Architektur, die während dieser Zeit erhalten blieb, bestand aus den typischen ovalen Hütten, die ausgegraben und hauptsächlich aus Ästen und Lehm gebaut wurden. Diese Bevölkerung könnte in regem Handelskontakt mit Griechen und Phönizier gestanden haben und hieß San Bartolomé de Almonte, ganz in der Nähe des heutigen Almonte und des Lacus Ligustinus, der von El Rocío nach Cádiz verlief und im Jahr 700 v. Chr. verschwand.

### Altertum
Es gibt Hinweise auf eine römische Präsenz in Almonte, das laut dem Historiker Rodrigo Caro die römische Stadt Alostigi war, die im 5. Jahrhundert v. Chr. existierte. Überreste wurden auch auf dem Cerro del Trigo (heute Teil des Nationalpark Doñana) gefunden. Dort entdeckten die Archäologen Adolf Schulten und George Bonsor auf ihrer Suche nach Atlantis die Ruinen einer Garum-Fabrik und einer Siedlung. Mindestens fünfzehn weitere dieser Fabriken sollen entlang der Küste existiert haben, sowie eine römische Nekropole. Außerdem wurden Münzen und andere Werkzeuge aus dem 5. und 2. Jahrhundert v. Chr. gefunden. Der bereits erwähnte Lacus Ligustinus oder Tartessische Golf, über den der Seehandel gelangte, schrumpfte im Laufe der Antike, bis er im 1. Jahrhundert n. Chr. zu einem geschlossenen, sedimentären Sumpfgebiet wurde, dessen einziger Zugang zum Meer der fluss Guadalquivir war.

### Mittelalter
Der heutige Stadtkern entstand im 8. Jahrhundert unter dem Namen Al-Yabal, obwohl der spanisch-muslimische Historiker Ibn Hayyan bereits ab dem 10. Jahrhundert in seinem Werk Al-Muqtabis die Festung Al-Munt (wörtlich „der Hügel“) erwähnt, die zusammen mit anderen wichtigen Siedlungen der muslimischen Epoche wie Huelva, Lepe oder Cortegana in die Cora de Niebla aufgenommen wurde.
Almonte wurde zu Beginn des 13. Jahrhunderts durch die Eingliederung der Taifa von Niebla in die Königreich Kastilien unter dem Protektoratregime zurückerobert. Nach der Mudejaren-Revolution im Jahr 1264 wurde diese Taifa in das königliche Territorium des Königreichs Sevilla eingegliedert.
Im Jahr 1335 schloss der Adlige Alvar Pérez de Guzmán Frieden mit der Stadt Almonte, die damals eine Burg besaß und von Niebla unabhängig war, das 1369 zur Grafschaft wurde. Im 14. Jahrhundert wurde Almonte aus territorialen Gründen zur Grafschaft erklärt. Sobald die Herzöge von Medina Sidonia Herren der Stadt werden, beenden sie ihre Konfrontationen mit Niebla (obwohl sie einst Grafen von Niebla waren). Die Herzöge von Medina Sidonia strebten ein mit Niebla, Sanlúcar und Almonte vereintes Gebiet an. Im Jahr 1338 erlangte Almonte seine endgültige territoriale Ausdehnung.

### Vom 15. bis zum 19.Jahrhundert

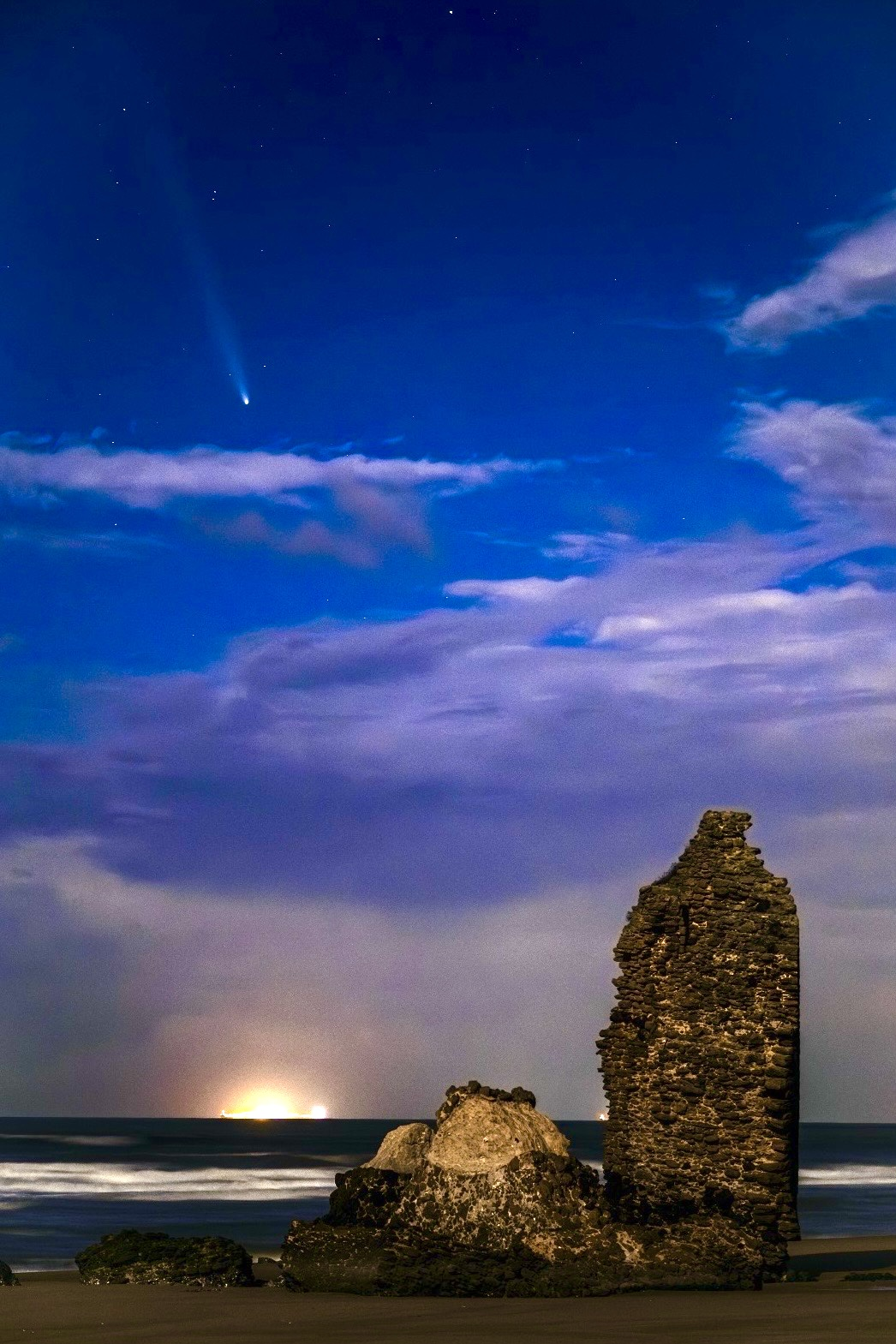
Ruinen der Wachturms Torre del Oro (Almonte)

Die wirtschaftliche Aktivität von Almonte wurde durch der Europäische Kolonisierung Amerikas stark angeregt, als der Handel zwischen den Häfen von Palos de la Frontera und Sanlúcar de Barrameda zunahm und der Export von Olivenöl nach Amerika begann.
Während der Neuzeit übte Almonte einen großen kulturellen Einfluss auf die amerikanischen Kolonien aus, da beispielsweise sowohl die Mustangs als Nachkommen der Marismeño-Pferderasse als auch die typische Architektur der Bevölkerung des amerikanischen Westens aus Almonte stammen.
Im Jahr 1499 erwarben die Herzöge von Medina Sidonia die Grundherrschaft über Almonte mit der Absicht, ihre Ländereien Huelva und Cádiz zu vereinen. Im Jahr 1583 erwarb Almonte das Gebiet südlich des Rocina-Bachs, einschließlich des Gebiets des späteren Nationalpark Doñana, der von der Krone als königliches Anwesen eingerichtet wurde. Neben der Jagd wurden auch Vakuumverpackungen und landwirtschaftliche Tätigkeiten eingeführt, wobei die örtliche Bevölkerung mit der Landwirtschaft, der Fischerei und dem Geldeinkauf begann.
Im 16. Jahrhundert kam es zu zahlreichen Beschwerden des Stadtrats gegen Niebla und die Herzöge von Medina Sidonia hinsichtlich des Besitzes, der Nutzung und der Gerichtsbarkeit des Doñana-Hügels, die insbesondere die Jagdaktivitäten beeinträchtigten. Zu dieser Zeit ordnete Philipp II. die Errichtung der Watchtürme entlang der gesamten andalusischen Küste an, in Almonte gab es sechs davon. Seit dem 17. Jahrhundert besuchen die Könige regelmäßig den Nationalpark Doñana, darunter auch Besuche und Urlaubsaufenthalte von Regierungspräsidenten im Palacio de las Marismillas.
Im 18. und 19. Jahrhundert lebten die Menschen von Almonte von der Landwirtschaft (beispielsweise Olivenhainen und Weinbergen) und dank der üppigen Waldflächen in der Gegend konnten sie auch einen großen Viehbestand ernähren, von dem Pferde, Ziegen, Schafe, Schweine und Bienenstöcke in großer Zahl lebten. Aufgrund der großen Fläche der Gemeinde leiden die Einwohner von Almonte nicht unter einem Mangel an Nahrungsmitteln.

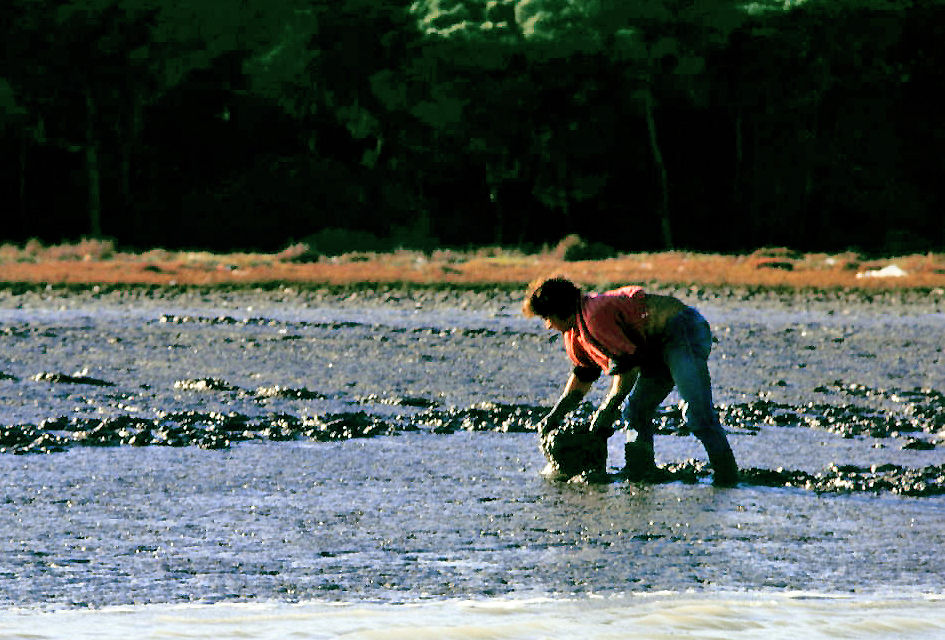
Muschelsammler in den Sümpfen des Guadalquivir im Jahr 1980

Im 19. Jahrhundert wurden im Zuge der Enteignungen zahlreiche Grundstücke und Besitztümer privatisiert, was zu einem Anstieg der landwirtschaftlichen Aktivitäten im Oliven- und Weinanbau führte und die Zahl der Tagelöhner mit Privateigentum weiter ansteigen ließ. Das Lordschaftsgesetz vom 6. August 1811 gestattete die Herzöge von Medina Sidonia, Alleineigentümer eines großen Teils des Doñana-Reservats zu werden und verhinderte so dessen Veräußerung in die privaten Hände von Bauern.

### Das 20. Jahrhundert
Im Jahr 1900 wurde das Anwesen an den Jerez-Winzer Guillermo Garvey verkauft und eine Jagdgesellschaft mit britischen Naturforschern wie Abel Chapman gegründet, die die internationale Reichweite des Gebiets förderten. Letztlich war es der Marquis von Mérito und Geschäftsmann Salvador Nogueras, der das Land kaufte und angesichts der drohenden Enteignung durch den Staat im Jahr 1952 zu kommerziellen Zwecken gezwungen war, einen ehrgeizigen Wiederaufforstungsplan voranzutreiben.
Im Rahmen des spanischen Generalplans zur Wiederaufforstung wurden in den 1940er Jahren in der Gemeinde Almonte über 30.000 Hektar mit verschiedenen Arten von Blauer und Roter Eukalyptus, Guayule, Akazie und Zypresse neu bepflanzt. Auch heimische Arten wie die Pinie wurden angepflanzt. Etwa 13 km südlich der Stadt Almonte, auf halbem Weg zwischen der Stadt und der Atlantikküste, neben dem Bach Osa, wurde Anfang der 1940er Jahre das Walddorf Los Cabezudos erbaut. Die Siedlung verfügte über eine Schule, eine Kirche, einen Arzt und mehrere Geschäfte und war führend in der Agrartechnologie und der Versorgung ihrer fast 300 Einwohner. Dabei handelte es sich überwiegend um Familien von Staatsbediensteten (Ingenieure, Förster und Bauern), die sich in den dort entstandenen Fabriken unter anderem der Gewinnung von Holz, Extrakt und Zellulose aus Eukalyptusbäumen widmeten. Beispiele für den Fortschritt und die Beliebtheit dieser Stadt sind ihr Abwassersystem, das es in den Nachbarstädten noch nicht gab, und der Besuch hochrangiger Staatsmänner wie Königin von Spanien im Jahr 1982 anlässlich der Wallfahrt El Rocío. Cabezudos leerte sich von den 1960er Jahren bis in die späten 1980er Jahre allmählich, bis es vollständig entvölkert war und die meisten Familien in das Stadtzentrum von Almonte zogen. Heute, trotz der neuen europäischen Gesetzgebung zum Schutzgebiet rund um Doñana, ist das Dorf noch immer verlassen und eine Ruine. Im Mittelpunkt der Debatte steht die Möglichkeit einer Revitalisierung und Umnutzung des Dorfes unter Wahrung des bestehenden Schutzes des Landes aufgrund seiner Nähe zu Doñana.
Im Jahr 1953 wurde in Almonte unter der Leitung des Biologen José Antonio Valverde die erste moderne landesweite Vogelberingungskampagne durchgeführt. Dies stellte einen Wendepunkt in der Erweiterung des wissenschaftlichen Potenzials des Gebiets dar und unterstrich die Notwendigkeit, ein zukünftiges ornithologisches Reservat zu schaffen. Im Jahr 1957 wurde die Doñana-Expedition mit englischen Ornithologen durchgeführt. Doñana erschien in der internationalen Presse bereits als „das beeindruckendste natürliche Vogelschutzgebiet Europas“ und im Jahr 1959 konzentrierte sich die wissenschaftliche Organisation Wetlands International auf die Einrichtung eines zukünftigen ökologischen Schutzgebiets. Valverde kontaktiert die größte öffentliche Forschungseinrichtung Spaniens (CSIC), um das Anwesen Las Nuevas am Ufer der Fluss Guadalquivir zu erwerben und dort Europas „bestes Forschungszentrum für Vogelwanderung“ zu errichten. Im Jahr 1962 sorgte die Unterstützung des World Wildlife Fund dafür, dass im darauffolgenden Jahr 34 Millionen Peseten für Landkäufe zur Verfügung standen. Bis Dezember 1964 wurde das Anwesen Las Nuevas für mehr als 12 Millionen Peseten erworben und im folgenden Jahr wurde die Biologische Station Doñana mit Valverde als Direktor gegründet. Innerhalb von 10 Jahren wurden bereits 76 Millionen Peseten in die Infrastruktur investiert und 1969 wurde unter der Leitung des Landwirtschaftsministeriums der Nationalpark Doñana gegründet. Im Jahr 1973 wies der CSIC für wissenschaftliche Forschung auf vier große Bedrohungen für den Nationalpark hin: die Autobahnähnliche Straße Huelva-Cádiz, den ehrgeizigen Landwirtschaftsplan des Nationalen Instituts für Agrarreform und -entwicklung in Almonte (mit der Installation von Bewässerungsfeldern), Küstenurbanisierung von Matalascañas und die Minen von Aznalcóllar. Die einzige Verbindung, die erfolgreich lahmgelegt werden konnte, war die Autobahn zwischen den Provinzen.